# Halkbank Ankara (volley-ball féminin)
Pour les articles homonymes, voir Halkbank Ankara.
Maillots
Halkbank Ankara est un club turc de volley-ball fondé en 1983 et basé à Ankara, évoluant pour la saison 2017-2018 en Vestel Venus Sultanlar Ligi.

## Historique
En 2013, Gazi Üniversitesi Spor Kulübü change de nom et devient le Halkbank Ankara. À la fin de la saison 2018-2019, la section volley-ball féminin Halkbank Ankara a disparu.

## Effectifs

### Saison 2018-2019
| No                                      | Nom                                     | Date de naissance                       | Taille                         | Poids                          | Poste                          |
| --------------------------------------- | --------------------------------------- | --------------------------------------- | ------------------------------ | ------------------------------ | ------------------------------ |
| 1                                       | Leanny Castañeda Simon                  | 18 octobre 1986                         | 188                            | 70                             | Attaquante                     |
| 2                                       | Ceyda Durukan                           | 8 avril 1994                            | 186                            | 65                             | Centrale                       |
| 3                                       | Aslı Koçoğlu                            | 2 octobre 2000                          | 185                            | 71                             | Passeuse                       |
| 4                                       | Aysun Aygör                             | 29 janvier 2001                         | 183                            | 67                             | Réceptionneuse-attaquante      |
| 5                                       | Simge Yalçın                            | 28 avril 1995                           | 180                            | 63                             | Passeuse                       |
| 6                                       | Derya Çayırgan                          | 9 octobre 1987                          | 168                            | 57                             | Libero                         |
| 7                                       | Ada Germen                              | 24 juin 1997                            | 183                            | 65                             | Réceptionneuse-attaquante      |
| 8                                       | Eylül Akarçeşme                         | 1er octobre 1999                        | 169                            | 53                             | Libero                         |
| 10                                      | Fulden Ural                             | 3 janvier 1991                          | 186                            | 76                             | Réceptionneuse-attaquante      |
| 11                                      | Aslıhan Kılıç                           | 21 avril 1998                           | 178                            | 71                             | Passeuse                       |
| 12                                      | Hande Naz Şimşek                        | 4 juillet 1995                          | 186                            | 64                             | Centrale                       |
| 13                                      | Rosanna Giel Ramos                      | 10 juin 1992                            | 187                            | 62                             | Centrale                       |
| 14                                      | Nia Kia Reed                            | 27 juin 1996                            | 188                            | 81                             | Réceptionneuse-attaquante      |
| 15                                      | Nazlıcan Özkan                          | 27 mars 2002                            | 165                            | 49                             | Libero                         |
| 16                                      | Ezgi Karabulut                          | 8 août 2003                             | 176                            | 53                             | Libero                         |
| 17                                      | Tutku Burcu Yüzgenç                     | 15 janvier 1999                         | 188                            | 61                             | Réceptionneuse-attaquante      |
| 18                                      | Gülece Güder                            | 21 janvier 1992                         | 180                            | 68                             | Passeuse                       |
| 18                                      | Strashimira Simeonova                   | 18 août 1985                            | 197                            | 78                             | Centrale                       |
| 19                                      | Duygu Nur Doğan                         | 8 septembre 1998                        | 183                            | 62                             | Centrale                       |
| 20                                      | Sara Sakradžija                         | 25 mars 1994                            | 183                            | 67                             | Réceptionneuse-attaquante      |
|                                         |                                         |                                         |                                |                                |                                |
| Encadrement technique                   | Encadrement technique                   |                                         | Légende                        | Légende                        | Légende                        |
| Entraîneur : Barbaros Çelenk            | Entraîneur : Barbaros Çelenk            | Entraîneur : Barbaros Çelenk            | : Capitaine                    | : Capitaine                    | : Capitaine                    |
| Entraîneur(s) adjoint(s) : Büşra Dikmen | Entraîneur(s) adjoint(s) : Büşra Dikmen | Entraîneur(s) adjoint(s) : Büşra Dikmen | : Joueuse blessée actuellement | : Joueuse blessée actuellement | : Joueuse blessée actuellement |